# Proclo
Proclo, llamado «el Sucesor» o «Diádoco» (griego Πρόκλος ὁ Διάδοχος Próklos ho Diádokhos) (Constantinopla, 8 de febrero de 412 - Atenas, 17 de abril de 485), fue un filósofo neoplatónico griego, el representante más importante de la escuela neoplatónica de Atenas, junto a Plutarco de Atenas, Siriano (sucesor de este último) y Domnino. Fue a su vez uno de los últimos grandes filósofos clásicos.

## Biografía
Proclo nació en Constantinopla en el año 412 y falleció en Atenas en 485. Sus padres eran originarios de Janto, en Licia, Asia Menor, y esto influyó en su relación especial con las deidades tutelares de esa ciudad, Minerva y Apolo. Según Marino, Proclo sentía gratitud y veneración hacia estas deidades, y se le aparecían personalmente en ocasiones. Apolo incluso lo curó de una enfermedad mediante una imposición de manos.
Después de pasar un tiempo en Alejandría estudiando filosofía y retórica, Proclo se trasladó a Atenas, donde estudió con maestros platónicos como Plutarco y Siriano. Su educación abarcó tanto la filosofía aristotélica como la platónica. Proclo también destacó en el conocimiento de los misterios religiosos, los poemas órficos, los escritos de Hermes y diversos cultos religiosos. Se dice que se inició en todos los misterios paganos y celebraba personalmente las festividades y ceremonias religiosas de diversas culturas. Además, compuso himnos religiosos, algunos de los cuales se han conservado hasta la actualidad.
La filosofía de Proclo se centró en la interpretación y la promoción de la filosofía platónica. Escribió numerosos comentarios a los diálogos platónicos, con su obra sobre el "Timeo" siendo especialmente famosa. A diferencia de su contemporáneo Plotino, Proclo sistematizó más claramente la filosofía platónica y presentó un enfoque más desarrollado.
Su filosofía se basa en la dialéctica de Platón y enfatiza la unidad como la esencia fundamental, reduciendo otras determinaciones a simples momentos en el ser. Esta visión es más sistemática y clara que la de Plotino.
La influencia de Proclo se ha extendido a lo largo de la historia, tanto en la filosofía como en la religión. Sus contribuciones a la interpretación de Platón han dejado una marca indeleble en la filosofía neoplatónica. Además, su profundo conocimiento de los misterios religiosos y su participación en diversas prácticas religiosas han influido en el pensamiento y la espiritualidad de su época.
A pesar de la complejidad de sus conceptos y su enfoque en dar un significado más alto a las determinaciones filosóficas, Proclo sigue siendo una figura importante en la historia de la filosofía y la religión de la Antigüedad Tardía. Su vida y obra, documentadas en gran parte gracias a Marino, continúan siendo objeto de estudio y admiración en el mundo académico y espiritual.

## Sistema filosófico
Dicha escuela formó parte de un conjunto más amplio de nuevas escuelas neoplatónicas:
- la escuela siria (en Apamea)
- la escuela de Pérgamo
- la escuela de Atenas
- la escuela de Alejandría
- la escuela de Roma (fundada por Plotino)

Después de la creación del neoplatonismo por parte de Plotino, tres seguidores de este destacan en la expansión de dicha corriente filosófica: Porfirio, Jámblico y Proclo. Porfirio fue el más intelectual, centrándose en los elementos filosóficos del neoplatonismo, sin embargo, Jamblico y Proclo se atrevieron a vincular la filosofía neoplatónica con las diferentes teologías y movimientos religiosos de la época. En esta labor, el que destaca por la amplitud de su visión ontológica es Proclo. En su sistema se intenta, con bastante acierto, una vinculación del monoteísmo neoplatónico con el politeísmo grecorromano propio de la época. Su teoría de la participación de los seres respecto de los principios originarios, en forma de series descendentes, intenta ofrecer una visión completa de todo lo existente desde el UNO hasta la materia inerte. Es peculiarmente destacable el papel generativo de los diferentes dioses, que en absoluto estorba en su sistema racional.
Su obra fundamental es Elementos de teología. Obra, por cierto, muy leída por Hegel, según indica él mismo. La influencia de esta obra procliana en la Fenomenología del espíritu de Hegel resulta, tras una lectura atenta, más que evidente, tanto en la noción hegeliana de las tres fases de la Idea —en sí, fuera de sí y de vuelta a sí—, que en Proclo hacen referencia a «el Uno en sí» (ein), «la procesión de los seres» (proodós), y «la reversión hacia el origen» (epistrofé), como en el intento de armonizar filosofía con teología, dentro de un esquema de clara tendencia panteísta. La obra, que consta de catorce capítulos, trata temas relacionados fundamentalmente con la ontología, la epistemología y la antropología. Son de particular interés los estudios exhaustivos que realiza del proceso completo de la Emanación, la naturaleza de los dioses y la dinámica de las almas en dicho proceso. La noción novedosa del libro es la de «hénades» o «hénadas». Son reflejos del Uno, que poseen identidad propia e independencia ontológica (aunque sean participaciones del Uno). De modo que se les puede considerar como «divinidades», o «bondades» o «unidades divinas». Así, gracias a la idea general de la emanación del Uno y la participación de todos los seres en Él, y la existencia de estas hénadas, Proclo acierta a compaginar el monoteísmo, el politeísmo y la existencia de un universo material, todo ello en un sistema coherente.
Durante la Edad Media, a partir del siglo XII, circuló una versión resumida y en latín de los Elementos de teología, en este caso con el nombre de Liber de causis, y siendo atribuido equívocamente a Aristóteles. La obra tuvo un gran peso sobre el desarrollo de la filosofía y teología medievales, tanto en el ámbito cristiano como en el ámbito musulmán.
Fue por tanto un neoplatónico griego, y uno de los últimos grandes filósofos griegos. Decía ser la reencarnación de Nicómaco de Gerasa. Desarrolló uno de los sistemas neoplatónicos más elaborados y complejos.

## Obra

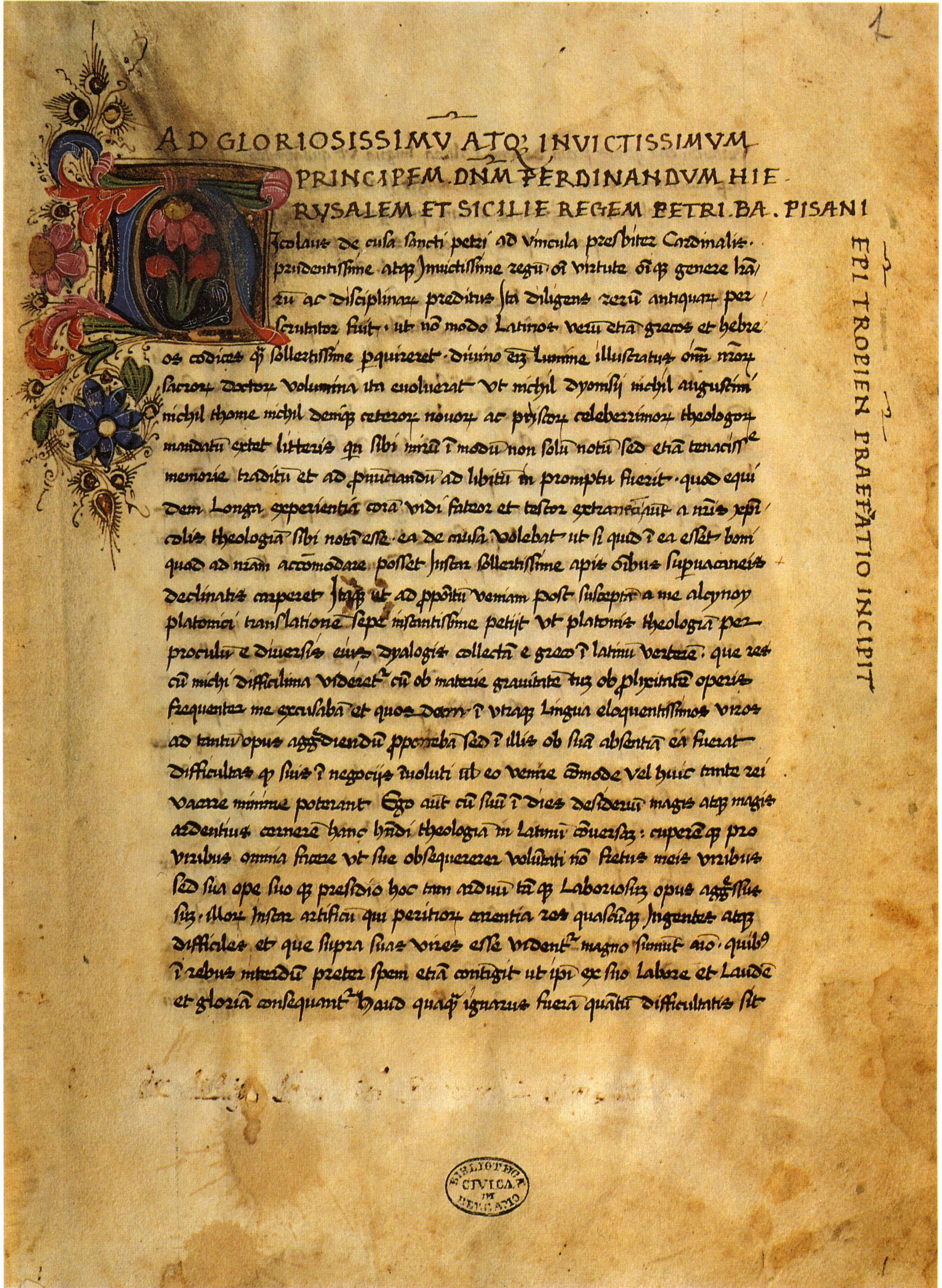
Carta de dedicación al rey Fernando I de Nápoles sobre la traducción latina de Pietro Balbi de la Theologia Platonica de Proclo.

La obra principal de Proclo sería la siguiente:
- Teología platónica: amplio trabajo sistemático (seis volúmenes en la edición de la Collection Budé), usando la evidencia de los diálogos de Platón para describir el carácter de las diversas órdenes divinas
- Elementos de teología: obra sistemática, con 211 proposiciones y pruebas, que describe el universo desde el primer principio, el Uno, hasta el descenso de las almas en cuerpos
- Elementos de física
- Comentario sobre el Primer Alcibíades de Platón (se discute si este diálogo fue o no escrito por Platón, pero los neoplatónicos pensaron que si)
- Comentario sobre el Crátilo de Platón
- Comentario sobre el Parménides de Platón
- Comentario sobre la República de Platón
- Comentario sobre el Timeo de Platón
- Un comentario al primer libro de los Elementos de Euclides
- Tres pequeñas obras: Diez dudas sobre la providencia;  Sobre la providencia y el destino; Sobre la existencia de males
- Varios Himnos (fragmentos)
- Comentario sobre los oráculos caldeos (fragmentos)
- La vida de Proclo, o Sobre la felicidad: escrito por su discípulo, Marino

Varias obras menores o fragmentos de obras sobrevivieron. Se han perdido varios comentarios importantes.
El Liber de causis (Libro de las causas) no es una obra de Proclo, sino un resumen de sus Elementos de teología, probablemente escrita por un intérprete árabe. En la Edad Media se pensaba erróneamente que era obra de Aristóteles, pero Aquino no la reconoció.
Una lista de ediciones modernas y traducciones de sus obras supervivientes está disponible en:
«Editions and Translations: Proclus (after 1900)». De Wulf–Mansion Centre for Ancient, Medieval and Renaissance Philosophy.

## Eponimia
- El cráter lunar Proclus lleva este nombre en su memoria.[4]